# Stern'sches Konservatorium
Het Stern'sches Konservatorium was een conservatorium in Berlijn. De nationaalsocialisten wilden in de jaren 30 hun stempel op de muziek drukken en vormden het "Konservatorium der Reichshauptstadt Berlin". Het Stern'sches Konservatorium waar ook zeer moderne en atonale muziek werd gemaakt en werd onderwezen werd het slachtoffer van hun ideologisch bepaalde reactionaire "Gleichschaltung". 
De Nederlandse muziekpedagoog James Kwast was na een contract met het Hoch'schen Konservatorium in Frankfurt am Main jarenlang leraar aan het  Stern'sches Konservatorium.